# Вінтіле-Воде (комуна)
Вінтіле-Воде (рум. Vintilă Vodă) — комуна у повіті Бузеу в Румунії. До складу комуни входять такі села (дані про населення за 2002 рік):
- Бодінешть (92 особи)
- Вінтіле-Воде (1127 осіб) — адміністративний центр комуни
- Кока-Антімірешть (240 осіб)
- Кока-Нікулешть (151 особа)
- Нікулешть (517 осіб)
- Петрекешть (379 осіб)
- Поду-Мунчій (427 осіб)
- Сирбешть (461 особа)
- Смеєшть (22 особи)

Комуна розташована на відстані 125 км на північний схід від Бухареста, 36 км на північ від Бузеу, 102 км на захід від Галаца, 89 км на схід від Брашова.

## Населення
За даними перепису населення 2002 року у комуні проживали 3416 осіб. Усі жителі комуни рідною мовою назвали румунську.
Національний склад населення комуни:
| Національність | Кількість осіб | Відсоток |
| -------------- | -------------- | -------- |
| румуни         | 3402           | 99,6%    |
| цигани         | 13             | 0,4%     |
| німці          | 1              | < 0,1%   |

Склад населення комуни за віросповіданням:
| Релігія     | Кількість осіб | Відсоток |
| ----------- | -------------- | -------- |
| православні | 3411           | 99,9%    |
| адвентисти  | 2              | 0,1%     |
| унітарії    | 2              | 0,1%     |